# Sphyraena iburiensis
Sphyraena iburiensis is een straalvinnige vissensoort uit de familie van de Barracuda's (Sphyraenidae). De wetenschappelijke naam van de soort is voor het eerst geldig gepubliceerd in 2005 door Doiuchi & Nakabo.